# فرنسيس بيفيلاكوا
فرنسيس بيفيلاكوا هو سياسي أمريكي، ولد في 12 أغسطس 1923، وتوفي في 16 مايو 2009 في لورانس في الولايات المتحدة. انتخب عضو مجلس نواب ماساتشوستس ‏.